# Okrug San Juan, Novi Meksiko
|                                                            | |
| San Juan                                                   | |
| Zemljovid Novog Meksika s označenim okrugom San Juanom.    | |
| Zemljovid SAD s označenom saveznom državom Novim Meksikom. | |
| Osnovan:                                                   | 24. veljače 1887.                                                                                    |
| Sjedište:                                                  | Aztec                                                                                                |
| Najveće naselje:                                           | Farmington                                                                                           |
| Površina:                                                  | 14.343 km2                                                                                           |
| Br. stanovnika (2010.):                                    | 130.004                                                                                              |
| Kongresni okrug:                                           | 3.                                                                                                   |
| Vremenska zona:                                            | Stjenjačko vrijeme: UTC-7/-6                                                                         |
| Službene stranice:                                         | http://www.sjcounty.net/ Arhivirana inačica izvorne stranice od 6. listopada 2017. (Wayback Machine) |

San Juan je okrug u američkoj saveznoj državi Novom Meksiku.

## Stanovništvo
Prema popisu stanovništva 2010., stanovnici su 51,6% bijelci, 0,6% "crnci ili afroamerikanci", 36,6% "američki Indijanci i aljaskanski domorodci", 0,4% Azijci, 0,1% Havajci ili tihooceanski otočani, 3,5% dviju ili više rasa, 7,2% ostalih rasa. Hispanoamerikanaca i Latinoamerikanaca svih rasa bilo je 19,1%.

## Vanjske poveznice
- Postal History Poštanski uredi u okrugu San Juanu, Novi Meksiko